# 1757

## أحداث
- بداية حرب السنوات السبع في 29 أغسطس 1757 والتي انتهت في 15 فبراير 1763.

## مواليد
- إيريك أخاريوس
- جورج فانكوفر
- هنري أدينغتون
- ويليام بليك

## وفيات
- دومينيكو سكارلاتي
- عبد الله بن إسماعيل
- كيلزانغ غياتسو